# 沙赫喬爾斯克區

沙赫喬爾斯克區在頓涅茨克州的位置

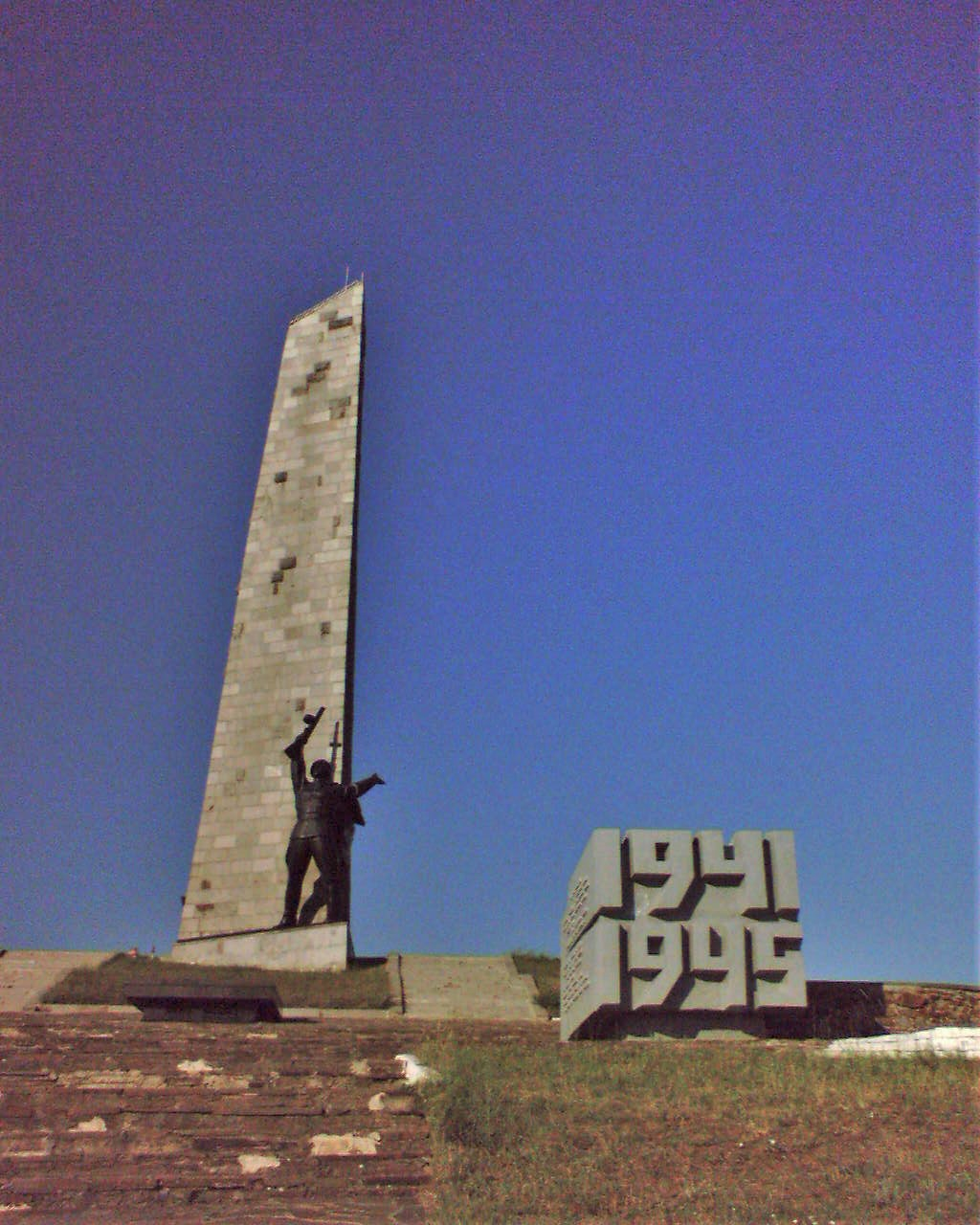

沙赫喬爾斯克區（烏克蘭語：Шахтарський район），法理上是烏克蘭頓涅茨克州的一個已废除的區，事实上是俄罗斯顿涅茨克人民共和国下辖的区，行政中心設於沙赫喬爾斯克，面積1,100平方公里，2013年人口19,763，人口密度每平方公里17.97人。
该区在2020年7月18日的乌克兰行政区划改革中被撤销，改革后頓涅茨克州下分为8个区，但只有5个区是在乌克兰政府的实际管辖下。然而自2014年起该区不在乌克兰政府的实际管辖之下，而是頓涅茨克人民共和國实际控制。2015年頓涅茨克人民共和國撤销该区，并将其至于沙赫喬爾斯克市管辖之下。
该区存在于2023年顿涅茨克人民共和国调整后的行政区划内。

## 下辖定居点
根据顿涅茨克人民共和国2023年的行政区划改革，该区下辖3市（沙赫乔尔斯克、基洛夫斯科耶和日丹诺夫卡）、5市级镇（谢尔季托耶、斯托日科夫斯科耶、孔塔尔内、莫斯科夫斯科耶和奥尔霍夫卡）、38个村和22个乡村居民点。